# Greg Universe
Gregory “Greg” Universe, originalmente Gregory DeMayo, es un personaje de la serie animada de televisión Steven Universe. Padre del protagonista, Steven, y pareja de la desaparecida Cuarzo Rosa, en la actualidad regenta un lavadero de coches en Ciudad Playa.

## Descripción
Greg se presenta como un hombre desaliñado, obeso, normalmente vestido con pantalones vaqueros rotos y sandalias. Cuando viste ropa corta, se ven marcas de bronceado en su piel por haber llevado pantalones y camisetas más largas mientras trabaja al sol. Luce una melena castaña, bigote y barba.
Aunque ahora la parte superior de su cabeza está calva, en su juventud, cuando conoció a Rose Cuarzo/Diamante Rosa, iba afeitado y tenía una lustrosa mata de pelo largo. Estaba más delgado y se parecía mucho a su hijo Steven. Se le suele ver con una camiseta negra con una estrella amarilla en el pecho, igual a la de la camiseta de su hijo, y con las mangas arrancadas. Era más asiduo de los vaqueros largos y lucía un pendiente plateado en una oreja.

## Personalidad
Greg es un hombre amable, agradable en general, que es feliz con el estilo de vida sencillo que lleva. Se le conoce por ser muy honesto y genuino al mostrar sus sentimientos. Su lema de vida es: “Si todas las chuletas de cerdo fueran perfectas, no tendríamos perritos calientes.” No es un hombre especialmente inteligente, pero siempre está dispuesto a dar un buen consejo basado en sus experiencias de vida a quien lo necesite; curiosamente, estos consejos suelen ser muy valiosos para los demás personajes, ya que Greg tiene una visión muy sencilla y pragmática de la vida. Siempre está dispuesto a echar una mano a quien le necesite, incluso si él cree que no puede aportar mucho, y aunque a veces surgen conflictos con su hijo o con las Gemas del Cristal, no es un hombre rencoroso y el enfado no suele durarle mucho tiempo.
A pesar de su edad, Greg actúa de manera inmadura a veces, comportándose como un niño. Ha tomado y sigue tomando malas decisiones en su vida, siempre por algún motivo que le mueve a hacerlo, pero al final siempre suele aceptar su plena responsabilidad por los problemas que causa e intenta reparar el daño lo mejor posible.
Se preocupa mucho por sus seres queridos, a veces demasiado, llegando a ser paranoico; siempre está preocupado por las cosas terribles que le podrían pasar a Steven, y esto le estresa enormemente, pero intenta sobreponerse y dar libertad a su hijo para que este sea feliz. Greg a menudo se siente inseguro, tanto sobre su propio ser como sobre su papel como padre, pues ni él ni las Gemas del Cristal tienen muy claro cómo criar a un niño tan especial como Steven. Sin embargo, se esfuerza todo lo posible para hacerlo bien.
Aunque no suele demostrarlo a diario, la muerte de Cuarzo Rosa afectó mucho a Greg, y lo sigue haciendo. Su dificultad para dejarla ir le causó un problema de acumulación de trastos, de los cuales tiempo después se deshizo con ayuda de Steven. Asimismo, no acaba de sentirse cómodo con los poderes propios de las gemas y habla de ellos como si de magia se tratase, como si fuesen algo que él no puede comprender.

## Historia
Se desconoce dónde nació Greg, pero en su juventud fue un músico ambulante. Siendo joven abandonó la universidad y a su familia para convertirse en una orquesta de un solo hombre que viajaba dando conciertos de una ciudad a otra. Fue al dar este paso cuando adoptó el nombre artístico de “Mr. Universe”. Cuando tenía veintidós años, dio un concierto en Ciudad Playa, y la única que vino a escucharle tocar fue Cuarzo Rosa. Enseguida se sintió atraído por ella, y poco después esta le presentó a las demás Gemas del Cristal, pero Greg no pudo quedarse y se lanzó de nuevo a la carretera. Sin embargo, no podía olvidar a Rosa, y tomó la decisión de abandonar su carrera de músico para regresar a Ciudad Playa y empezar una relación con ella.
Unos meses más tarde, Perla, una de las Gemas del Cristal, la cual también estaba enamorada de Rosa, se enfrentó a Greg por celos. Perla le convenció de que su relación era sólo una fase, pues debido a que eran de diferentes especies su amor nunca funcionaría. Intentando adoptar las costumbres y capacidades de las gemas, Greg intentó fusionarse con Rosa para ser más cercano a ella, pero no lo logró; en lugar de eso, la pareja decidió acercarse a ella al estilo humano, hablando y compartiendo sus experiencias y sentimientos, y esto les unió más que nunca antes. Tras tener que hacer de canguro de Crema Agria cuando era un bebé, Greg decidió que ya era hora de madurar y ser un adulto, así que comenzó a trabajar en el lavadero de coches local, del cual acabó siendo el dueño.
La relación acabó resultando en el embarazo de Rosa. El inminente nacimiento causaba mucha incertidumbre tanto a sus padres como a las otras gemas, pues nunca en la historia se había dado el caso de que naciese un híbrido de gema y humano. Cuando llegó el momento del parto, Rosa renunció a su propio cuerpo y desapareció para que Steven pudiese nacer. Esto afectó increíblemente a todos quienes la rodeaban, pues o bien la tomaban por muerta o no podían descansar tranquilos sin saber exactamente qué había sido de ella.
En los primeros años de vida de Steven, Greg fue el que se encargó de criarle. El pequeño tenía la gema de su madre incrustada en el ombligo, igual que ella, y pronto comenzó a dar signos de poseer unos poderes muy similares a los de su madre. Cuando fue lo bastante mayor, el niño se mudó con las Gemas del Cristal para que estas le enseñaran a controlar su poder. Desde que Steven se fue, Greg vive solo en su furgoneta, continúa trabajando en el lavadero de coches y ayuda con su sueldo a la crianza de su hijo, puesto que ninguna de las gemas trabaja.

## Datos curiosos
- Es el personaje preferido de la creadora de la serie, Rebecca Sugar.
- Greg sabe de mecánica, y ha construido y reparado diversos aparatos y medios de transporte a lo largo de la serie, aunque Perla es la que acaba haciendo casi todo el trabajo. Asimismo, tiene conocimientos propios de un técnico de sonido, por su antigua carrera musical.
- Aunque no sabe mucho sobré los poderes propios de las gemas, sus conversaciones con Rose le dotaron de ciertos conocimientos sobre la historia de las gemas y su invasión de la Tierra.
- Entre todos los poderes de las gemas que conoce, aquel ante el que muestra más rechazo es la habilidad de Amatista para cambiar de forma. Se cree que esto se debe a que Amatista solía usar su poder para atormentarle cuando Cuarzo Rosa desapareció.
- Greg solía hacer ejercicio y entrenar a menudo, pero lo abandonó y ha estado posponiendo el volver al gimnasio durante décadas.
- Que se sepa, Greg ha grabado dos discos: Tren espacial al cosmos y Déjame conducir mi furgoneta (hasta tu corazón). Recientemente en la serie ha afirmado que está trabajando en un tercero, Bruja del agua, cuyo título y portada indican que está inspirado en Lapislázuli.
- En el séptimo episodio de la tercera temporada, Greg recibe de su antiguo mánager un cheque por valor de diez millones de dólares. A pesar de ello, él sigue viviendo en su furgoneta y no hace amago de mejorar la casa de la playa donde viven las gemas y Steven.
- Es el único humano que ha emparejado y tenido un hijo con una gema (Diamante).